# Буранок, Олег Михайлович
Оле́г Миха́йлович Бурано́к (род. 5 июля 1951, Куйбышев) — российский литературовед, доктор педагогических и филологических наук, действительный член Академии педагогических и социальных наук, профессор Самарского государственного педагогического университета, исследователь русской литературы XVIII века, член редколлегии журнала «Литература в школе».

## Биография
Олег Буранок родился 5 июля 1951 года в семье рабочих в г. Куйбышеве.
После восьмилетки поступил в Куйбышевский авиационный техникум и успешно его окончил, но сменил техническую специальность на гуманитарную, поступив в Куйбышевский педагогический институт. Окончил его филологический факультет в 1977 году и был приглашён на работу в alma mater. Окончил аспирантуру (1982) под руководством профессора В. А. Бочкарёва, где начал специализироваться на истории русской литературы, в том числе XVIII века. Как историк русской литературы публикуется с 1981 года.
В институте работал ассистентом, старшим преподавателем, деканом филологического факультета.
В 1984 году в МГПИ им. В. И. Ленина состоялась защита кандидатской диссертации Олега Буранка: «Пьеса Феофана Прокоповича „Владимир“ и жанр трагедокомедии в русской драматургии первой половины XVIII века».
В 1990 году стал первым проректором Куйбышевского педагогического института.Заведующий кафедрой русской, зарубежной литературы и методики преподавания литературы Самарского государственного педагогического университета, профессор.
В 1997 году в МПГУ защитил докторскую диссертацию по педагогическим наукам «Научно-методические основы изучения русской литературы XVIII века в вузе». К этому времени Олег Михайлович стал признанным специалистом в сфере создания методик изучения литературы XVIII века: его первое учебное пособие на эту тему вышло двумя годами ранее. Тогда же он был избран действительным членом Академии педагогических и социальных наук (1995).
В 1999 году О. М. Буранок опубликовал первый в вузовской методике учебно-методический комплекс по русской литературе XVIII века и хрестоматию мемуаров, эпистолярных материалов и литературно-критических статей «XVIII век о XVIII веке». Как считают рецензенты (Р. Д. Мадер, Т. Е. Автухович), публикация этого пособия позволила изменить структуру лекционной работы, вовлекая в неё студентов с докладами о новинках литературоведения, предлагать им дискуссии по сложным вопросам курса, формировать у студентов навыки самостоятельного анализа и мышления, приобщать их к научной деятельности.
О. М. Буранок возглавляет бюро Зонального объединения литературоведов Поволжья. Он также возглавляет самарский научный альманах «Телескоп».
В 2001 году руководимая О. М. Буранком кафедра переняла у Санкт-Петербургского государственного педагогического университета традицию проведения международных двухгодичных конференций, по итогам которых продолжается издание межвузовских сборников научных трудов «Проблемы изучения русской литературы XVIII века» под редакцией профессора. Таким образом продолжена работа В. А. Западова и секции «Русская литература XVIII века» в рамках Герценовских чтений, в результате которой с 1974 по 1990 год было издано восемь научных сборников.
С 2002 года О. М. Буранок является ответственным редактором специального выпуска «Актуальные проблемы гуманитарных наук» Известий Самарского научного центра РАН.
В 2007 году под редакцией О. М. Буранка было выпущено учебное пособие «Русская литература XVIII века: Хрестоматия мемуаров, эпистолярных материалов и литературно-критических статей», которое дополнило учебно-методический комплекс «Русская литература XVIII века», представив историю литературного процесса через воспоминания и письма его участников и свидетелей.
В 2013 году защитил докторскую диссертацию по филолологическим нукам «Творчество Феофана Прокоповича и русско-зарубежные литературные связи первой половины XVIII века».
О. М. Буранок входит в редколлегию журнала «Литература в школе».
Сыновья: Александр — кандидат исторических наук, доцент РГГУ и Сергей (род. 1984) — доктор исторических наук, проректор СГСПУ.

## Научные труды
О. М. Буранок является автором более 300 научных трудов, в том числе 12 монографий.
Он многие годы работает проректором СПГУ по научно-исследовательской работе.
Профессор Буранок открыл для науки имя писателя-переводчика Никанора Ивановича Ознобишина, который сделал первый перевод на русский язык Сервантеса в 1761 году. Буранок не только обнаружил рукопись и впервые опубликовал её, но и снабдил научными комментариями и  большой вступительной статьёй новеллу Сервантеса «Сеньора Корнелия», которую Ознобишин перевёл с французского языка. Он также написал о переводах Ознобишина повести «Нещастной француз, или Жизнь кавалера Беликуртаю…» и «Гистория Николая Перваго, короля Пароуганскаго и императора Мамелужскаго». Исследованием литературных связей России и Европы занимались аспиранты профессора А. В. Игнашов, Н. Ю. Жарков, Т. П. Дунина. Под руководством Олега Михайловича подготовлено более 40 кандидатов наук и два доктора наук, из них 9 по русской литературе XVIII века.
О.М. Буранок вслед за своим учителем В.А. Бочкарёвым придерживается принципа историзма в изучении литературы и считает неправильным сведение этого предмета к жанровому построению, критикуя сформированный по этому принципу учебник О.Б. Лебедевой. Он критикует так называемый интегрированный (интегративный) подход, предполагающий изучение литературы через театрализованные постановки, спектакли, фильмы, модный принцип  "актуализации художественного произведения, когда на первый план выдвигаются так называемые «вечные проблемы» при изучении классики, интересные сегодняшней аудитории". Он утверждает, что пренебрежение  проблемным методом в изучении литературы в угоду "деидеологизации" нарушает классический принцип анализа, когда художественная форма  и эмоциональное восприятие произведения подменяют единство формы и содержания, уводят от оценки проблематики, идейного содержания, позиции автора в их историческом контексте. И вообще, курс изучения истории русской литературы XVIII в. был значительно урезан в вузовских программах в связи с переходом на бакалавриат, что не позволяет полноценно изучить "бунташный", реформаторский век, отмеченный новаторством во всех видах искусства.

### Книги
- Драматургия Феофана Прокоповича и историко-литературный процесс в России 1-й трети XVIII в. / Самара: издательство Изд-во Самарского педагогического университета, 1992.
- Русская литература XVIII в. Учебное пособие./ Самара: издательство Самарского педагогического университета, 1995.
- Методика изучения русской литературы XVIII в. в вузе../ Самара: издательство Самарского педагогического университета, 1997.
- Русская литература XVIII в.: учебно-педагогический комплекс для вузов. В 2 книгах. / Москва: «Флинта», «Наука», 1999.
- Никанор Ознобишин — переводчик: исследование, публикация текстов, комментарии. / Самара: Научно-технический центр, 2005. 224 с.
- Русская литература XVIII века: Хрестоматия мемуаров, эпистолярных материалов и литературно-критических статей. / Москва: «Флинта», «Наука», 2007; второе издание 2008 г.// 368 с. -  ISBN 978-5-9765-0130-0.
- Никанор Иванович Ознобишин и русская переводная художественная проза середины XVIII века. Исследование, публикация текстов, комментарии./ Москва: «Флинта», 2018. // 480 с. -- ISBN 978-5-9765-3863-4.

### Статьи
- «Разговоры о множестве миров» Фонтенеля в переводе Антиоха Кантемира и жанр «разговора» в русской литературе первой трети XVIII века // Антиох Кантемир и русская литература. / Отв. ред. А. С. Курилов: ИМЛИ им. А. М. Горького РАН. М.,1999. С.140−153[2].
- Забытая страница русской словесности XVIII века: Н. И. Ознобишин как переводчик. // Первые Ознобишинские чтения: Материалы международной конференции, май 2003 г. Самара, 2003. С. 31−40[2].
- Мадам Гомец в России. // Телескоп: Научный альманах № 11. Самара: Научно-технический центр, 2005, с. 7−20. (совместно с Т. П. Дуниной).
- Феофан Прокопович и В. К. Тредиаковский: преемственность литературных традиций. // В. К. Тредиаковский и русская литература / Под ред. А. С. Курилова. Москва: ИМЛИ РАН, 2005, с. 73−93.
- Русский Сервантес: начало освоения. // Знание. Понимание. Умение. М.: Московский гуманитарный университет, 2006. № 2. С. 177—180.

## Награды
Почётные грамоты Министерства образования РФ, Министерства образования и науки Самарской области, Самарской губернской думы.
Знак «Почётный работник высшего профессионального образования Российской Федерации» (2000).
Медаль Русской православной церкви Сергия Радонежского первой степени (2004).
Медаль К. Д. Ушинского (2006).